# Bistum Kangding
Das Bistum Kangding (lat.: Dioecesis Camtimensis) ist ein römisch-katholisches Bistum mit Sitz in Kangding in der Volksrepublik China.

## Geschichte
Papst Gregor XVI. gründete mit dem Breve Ex debito das Apostolische Vikariat Lhasa am 2. März 1844 aus Gebietsabtretungen des Apostolischen Vikariats Sichuan. Die Evangelisierung war der Pariser Mission anvertraut. Am 28. Juli 1868 nahm es den Namen, Apostolisches Vikariat Tibet, und am 3. Dezember 1924 den Namen Apostolisches Vikariat Tatsienlu, an.
Am 15. Februar 1929 verlor es einen Teil seines Territoriums zugunsten der Gründung der Mission sui juris Sikkim. Mit der Apostolischen Konstitution Quotidie Nos wurde es am 11. April 1946 zum Bistum erhoben.

## Ordinarien

### Apostolische Vikare von Lhasa
- Ignatius Camillus William Mary Peter Persico OFMCap (1856–1860)
- Jacques-Léon Thomine-Desmazures MEP (1857–1864)
- Joseph-Marie Chauveau MEP (1864–1868)

### Apostolische Vikare von Tibet
- Joseph-Marie Chauveau MEP (1868–1877)
- Félix Biet MEP (1878–1901)
- Pierre-Philippe Giraudeau MEP (1901–1924)

### Apostolische Vikare von Tatsienlu
- Pierre-Philippe Giraudeau MEP (1924–1936)
- Pierre-Sylvain Valentin MEP (1936–1946)

### Bischof von Kangding
- Pierre-Sylvain Valentin MEP (1946–1962)
- Sedisvakanz (1962 – 2010)
- John Baptist Wang Ruohan (seit 2010)